# تلسکوپ

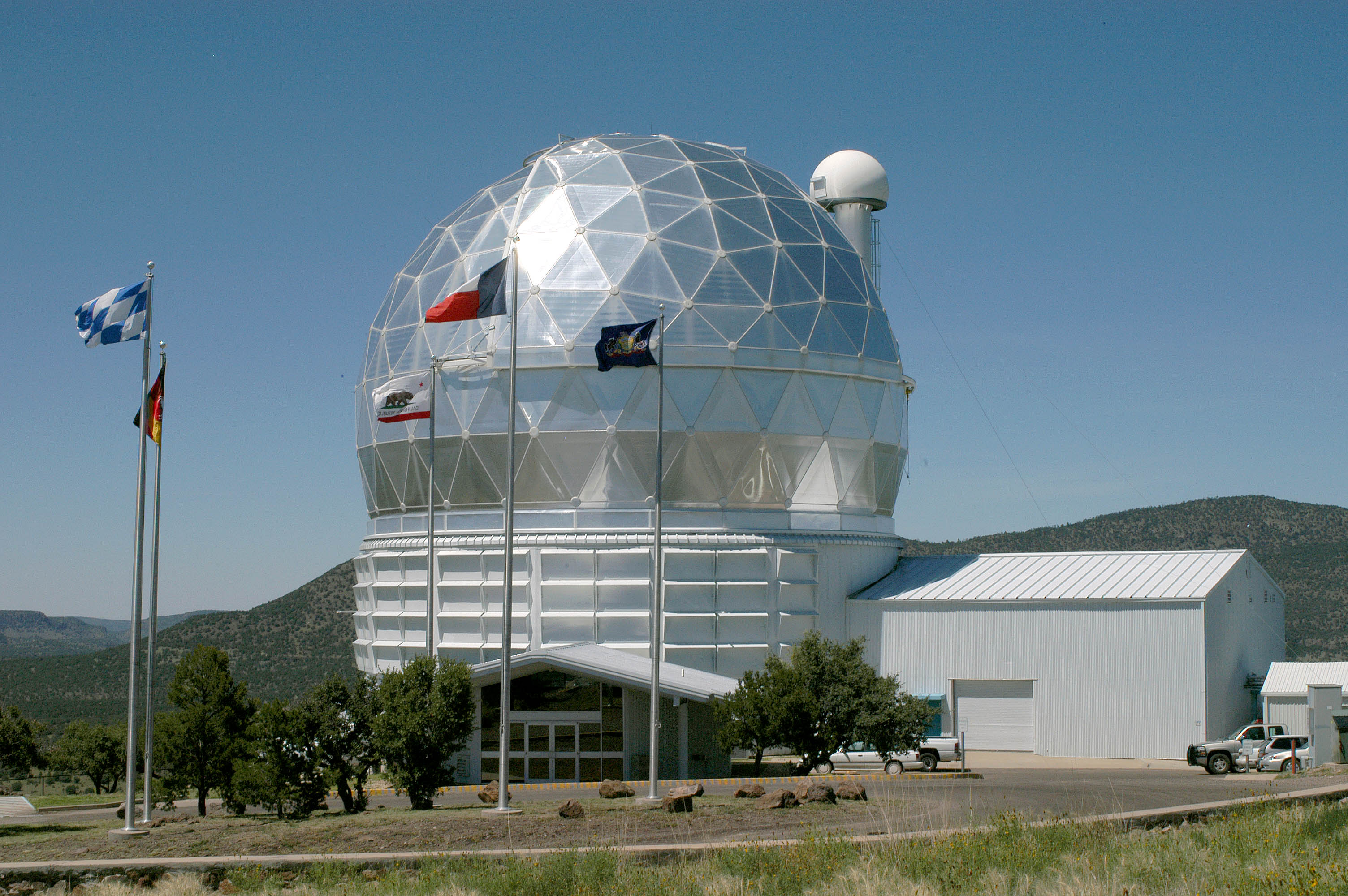
رصدخانهٔ مکدونالد دانشگاه تگزاس در آستین حاوی تلسکوپ هابی ابرلی با قطر آیینه مرکب ۹ متر و ۲۰ سانتیمتر

تِلِسکوپ (به انگلیسی: Telescope) یا فضابین یا دوربین فضایی یا فرابین، وسیله‌ای برای دیدن اجرام آسمانی با استفاده از تابش الکترومغناطیس (به انگلیسی: Electromgnetic radiation) (مانند نور مرئی) به‌صورت واضح و دقیق است. نخستین فرابین کارا در ابتدای سدهٔ هفدهم و با استفاده از لنزهای شیشه‌ای در هلند اختراع شد. در درازای چند دهه، تلسکوپ (فرابین) بازتابی که از آینه استفاده می‌کرد اختراع شد؛ بسیاری از انواع نوتری از فرابین‌ها در سدهٔ ۲۰ میلادی زاده شدند. رادیوفرابین در دههٔ ۱۹۳۰ و فرابین فرابنفش در سال ۱۹۶۰ از جملهٔ این اختراعات بودند. واژهٔ تلسکوپ می‌تواند به تمام حیطهٔ وسایل عملیاتی در سرتاسر ناحیهٔ میدان الکترومغناطیس اشاره داشته باشد.
واژهٔ تلسکوپ، از دو واژهٔ یونانی تله(به یونانی: τῆλε) به معنی دور و اسکوپین (به یونانی: σκοπεῖν) به معنی دیدن، گرفته شده‌است. نخستین بار در سال ۱۶۱۱ میلادی یک ریاضیدان ایتالیایی به نام جووانی دمیزیانی (به ایتالیایی: Giovanni Demisiani) که برای یکی از ابزارهای گالیلئو گالیله که در آکادمی‌دلینچی (به ایتالیایی: Accademia dei Lincei) به نمایش گذاشته شده بود به‌کار گرفته شد.

## پیشینه

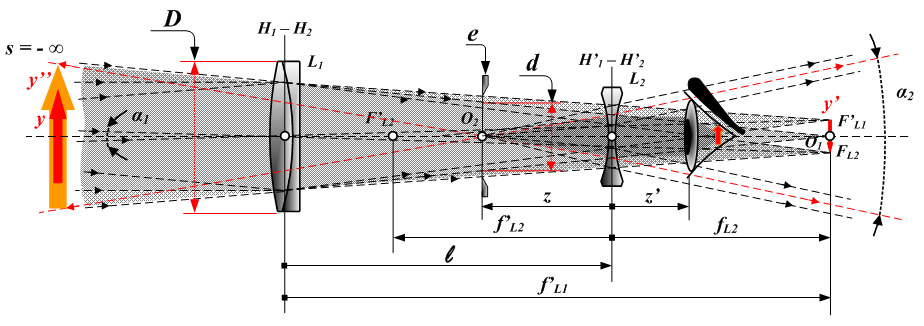
طرح تلسکوپ گالیله

طرح تلسکوپ نیوتن

طرح تلسکوپ کسگرین

اولین مدارک استفاده از فرابین مربوط به تلسکوپ شکستی (به انگلیسی: Refracting Telescope) است که در سال ۱۶۰۸ در هلند پدیدار شد. در آن زمان از عدسی به عنوان عدسی شیئی استفاده می‌کردند تا یک تصویر بسازد. پیشرفت آن به سه نفر نسبت داده می‌شود: هانس لیپرشی (به انگلیسی: Hans Lippershey) و زاخاریاس یانسن (به هلندی: Zacharias Janssen) که در میدل‌بورخ آلمان، عینک ساز بودند، و یک ابزار ساز و کارشناس عدسی‌ها به نام یاکوب میتیوس (به هلندی: Jacob Metius) از شهر آلکمار.
در ماه جون سال ۱۶۰۹ گالیله از ساخته‌شدنِ تلسکوپِ آلمانی با خبر می‌شود و تلسکوپ خود را در یک‌ ماه می‌سازد و در درازای یک سال برای بهبود طراحی آن می‌کوشد.
این ایده که شیئی(عدسی شیئی|(به انگلیسی: Objective)) یا عنصرِ جمع‌آوری‌کننده نور، می‌تواند به جای یک عدسی، یک آیینه باشد، محصول تحقیقی بود که مدت کمی پس از اختراع تلسکوپ شکستی انجام شد. مزایای استفاده از آینه‌های سهمی‌گون (به انگلیسی: Parabolic reflector) به جای عدسی، از جمله کاهش ابیراهی‌کروی و عدم وجود ابیراهی‌رنگی، باعث شد تعداد زیادی طرحِ پیشنهادی و چندین تلاش برای ساخت آینه بازتابی صورت گیرد. در سال ۱۶۶۸ ایزاک نیوتن (به انگلیسی: Isaac Newton) اولین تلسکوپ بازتابی (به انگلیسی: Reflecting Telescope) کاربردی را ساخت که بعدها تلسکوپ نیوتنی(به انگلیسی: Newtonian telescope) نام گرفت. وسیلهٔ او از یک آینه مقعر و یک آینه تخت تشکیل می‌شد که در یک لوله قرار گرفته بودند. آینهٔ تلسکوپ نیوتون از فلز ساخته شده بود و قطری در حدود۵ سانتی‌متر داشت.
اختراع عدسی‌بی‌رنگ (به انگلیسی: Achromatic lens) در سال ۱۷۳۳ میلادی، خطای رنگی را اندکی تصحیح کرد و امکان ساخت عدسی‌هایی با فاصلهٔ کانونی کمتر که به کوتاه شدن لوله تلسکوپ می‌انجامید را فراهم ساخت. تلسکوپ‌های بازتابی اگرچه ابیراهی رنگی نداشتند، ولی در درازای قرن‌های ۱۸ و ۱۹ آینهٔ فلزی آن‌ها که از مس و قلع ساخته‌شده بودند به مرور زمان تیره می‌شدند. این مشکل با اندود کردن سطح شیشه با نقره در ۱۸۵۷ یا آلومینیم در سال ۱۹۳۲ حل شد.
حداکثر اندازهٔ عدسی شیئی تلسکوپ‌های شکستی در حدود یک متر است. اغلب تلسکوپ‌های ساخته شده در قرن بیستم از نوع بازتابی بودند، این درحالی است که بزرگترین تلسکوپ‌های بازتابیِ در حال کار، بزرگتر از ۱۰ متر هستند. قرن بیستم همچنین پیشرفت در ساخت تلسکوپ‌هایِ فعال در طیف وسیعی از طول موجها از امواج رادیویی تا امواج گاما را نشان می‌دهد. اولین تلسکوپ رادیویی هدفمند نیز در سال ۱۹۳۷ وارد عملیات ساخت شد و از آن زمان پیشرفت‌های شگرفی در تنوع مجموعهٔ ابزار نجومی انجام شده است.

## انواع تلسکوپ‌ها

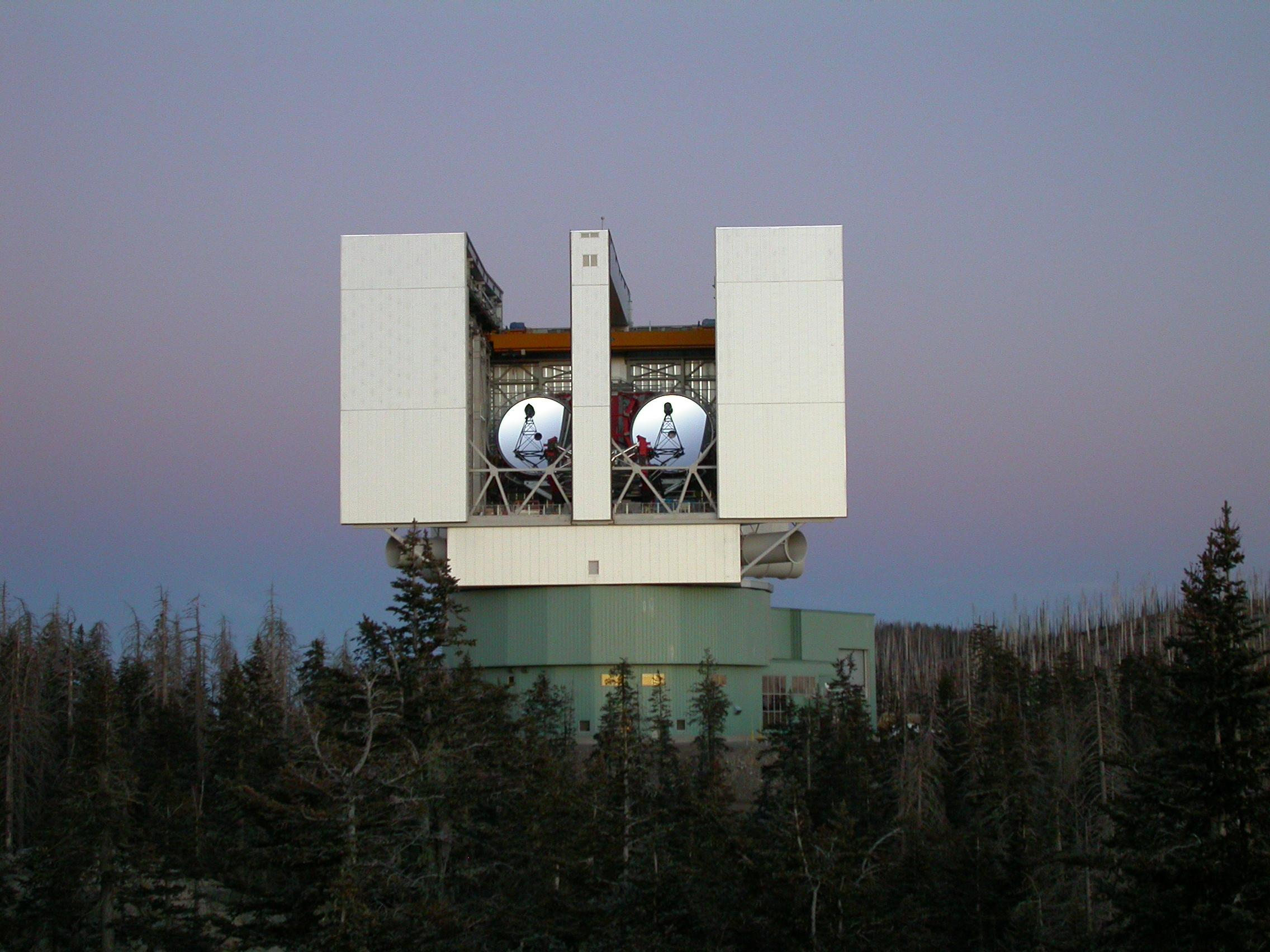
تلسکوپ ال‌بی‌تی بزرگترین تلسکوپ جهان

واژه تلسکوپ می‌تواند به تمام حیطهٔ وسایل عملیاتی در سرتاسر ناحیهٔ میدان الکترومغناطیس اشاره داشته باشد، اما تفاوت‌های عمده‌ای در جمع‌آوری نور (تابش الکترومغناطیس) توسط ستاره‌شناسان و منجمان در پهناهای فرکانسی مختلف وجود دارد.
تلسکوپ‌ها ممکن است براساس طول موجِ نوری که تشخیص می‌دهند، دسته‌بندی شوند:
- پرتو ایکس (به انگلیسی: X-ray)، استفاده از طول‌موج کوتاه‌تر از نور فرابنفش
- فرابنفش (UV)، استفاده از طول‌موج کوتاه‌تر از نور مرئی
- نوری (visible)، استفاده از نور مرئی
- فروسرخ، استفاده از طول‌موج بلندتر از نور مرئی
- زیرمیلی‌متری(به انگلیسی: Submillimetre)، استفاده از طول‌موج بلندتر از نور فروسرخ

| مقایسه نورها |                   |                    |                                |
| نام          | طول‌موج (نانومتر)  | فرکانس (هرتز)      | انرژی فوتون (کیلو الکترون ولت) |
| پرتو گاما    | کمتر از ۰٫۰۱      | بیش از ۱۰ EHZ      | ۱۰۰ keV تا +۳۰۰ GeV            |
| پرتو ایکس    | ۰٫۰۱ تا ۱۰        | ۳۰ PHz تا ۳۰ EHZ   | ۱۲۰ eV تا ۱۲۰ keV              |
| فرابنفش      | ۱۰–۴۰۰            | ۳۰ EHZ تا ۷۹۰ THz  | ۳ ev تا ۱۲۴ eV                 |
| مرئی         | ۳۹۰–۷۵۰           | ۷۹۰ THz تا ۴۵۰ THz | ۱٫۷ eV تا ۳٫۳ eV               |
| فروسرخ       | ۷۵۰–۱ میلی‌متر     | ۴۵۰ Thz تا ۳۰۰ GHz | ۱٫۲۴ meV تا ۱٫۷ eV             |
| ریزموج       | ۱ م‌م تا ۱ متر     | ۳۰۰ GHz تا ۳۰۰ MHz | ۱٫۲۴ meV تا ۱٫۲۴ µeV           |
| رادیو        | ۱ م‌م تا ۱ کیلومتر | ۳ Hz تا ۳۰۰ GHz    | ۱٫۲۴ meV تا ۱۲٫۴ feV           |

هرچه میزان طول‌موج، بلندتر می‌شود، استفاده از فناوری آنتن برای تعامل با تابش الکترومغناطیس آسان‌تر می‌شود، حتی ممکن است برای دریافت آن‌ها بتوان آنتن‌های بسیار کوچکی ساخت. نورهای نزدیک به طول‌موج فرابنفش را می‌توان بسیار شبیه به تور مرئی بکار گرفت، با این حال در محدوده نور فروسرخ دور و زیرمیلی‌متر، تلسکوپ‌ها می‌تواند بیشتر شبیه یک تلسکوپ رادیویی به کار گرفته شوند. برای نمونه، تلسکوپِ جِیمز کلارک ماکسوِل(به انگلیسی: James Clerk Maxwell Telescope | JCMT) می‌تواند با استفاده از یک آنتن سهمی آلومینیومی، از طول‌موجِ ۳ میکرومتر(۰٫۰۰۳ میلی‌متر) تا ۲۰۰۰ میکرومتر(۲ میلی‌متر) را مشاهده کند، از سوی دیگر، تلسکوپ فضایی اسپیتزر (به انگلیسی: Spitzer Space Telescope)، با استفاده از یک آینه بازتابنده (بازتاب نوری)، از طول‌موجِ ۳ میکرومتر(۰٫۰۰۳ میلی‌متر) تا ۱۸۰ میکرومتر(۰٫۱۸ میلی‌متر) را مشاهده می‌کند. همچنین با استفاده از بازتاب‌های نوری، تلسکوپ فضایی هابل (به انگلیسی: Hubble Space Telescope)، توسط دوربین دید گستردهٔ ۳(به انگلیسی: Wide Field Camera 3)، توان مشاهده طول موج‌های بین ۲ میکرومتر(۰٫۰۰۲ میلی‌متر) تا ۱٫۷ میکرومتر(۰٫۰۰۱۷ میلی‌متر)، از محدوده نور فرابنفش تا فروسرخ را دارد.
- تصویرساز فرنل (به انگلیسی: Fresnel Imager)، یک فناوری لنز نوری
- تجهیزات نوری اشعه ایکس(به انگلیسی: X-ray optics)، برای برخی از طول‌موج‌های اشعه ایکس

ˌ

یکی دیگر دست‌آوردها در طراحی تلسکوپ، و برای افزایش انرژی فوتونها (طول‌موج کوتاه‌تر و فرکانس(بسامد) بالاتر) استفاده از یک بازتابنده کامل نوری است. تلسکوپ‌هایی مانند ترِیس(به انگلیسی: TRACE) و سوهو(به انگلیسی: SOHO)، از آیینه‌های ویژه‌ای برای تشدیدِ انعکاس پرتو فرابنفش استفاده می‌کنند، به همین دلیل تولیدِ تفکیک‌پذیری بالاتر و وضوح بیشتر تصاویر از این تلسکوپ‌ها ممکن شده‌ است. دهانه بزرگ‌تر تنها به معنی جمع‌آوری نور بیشتر نیست، بلکه تلسکوپ را قادر به تفکیک‌پذیری زاویه‌ای دقیق‌تری می‌کند.
تلسکوپ‌ها همچنین بر اساس محل قرارگیری نیز دسته‌بندی می‌شوند: نوع زمینی، تلسکوپ فضایی یا تلسکوپ پروازی(به انگلیسی: Flying telescope) یا بر پایهٔ استفاده توسط منجمان حرفه‌ای یا آماتور.

### تلسکوپ نوری

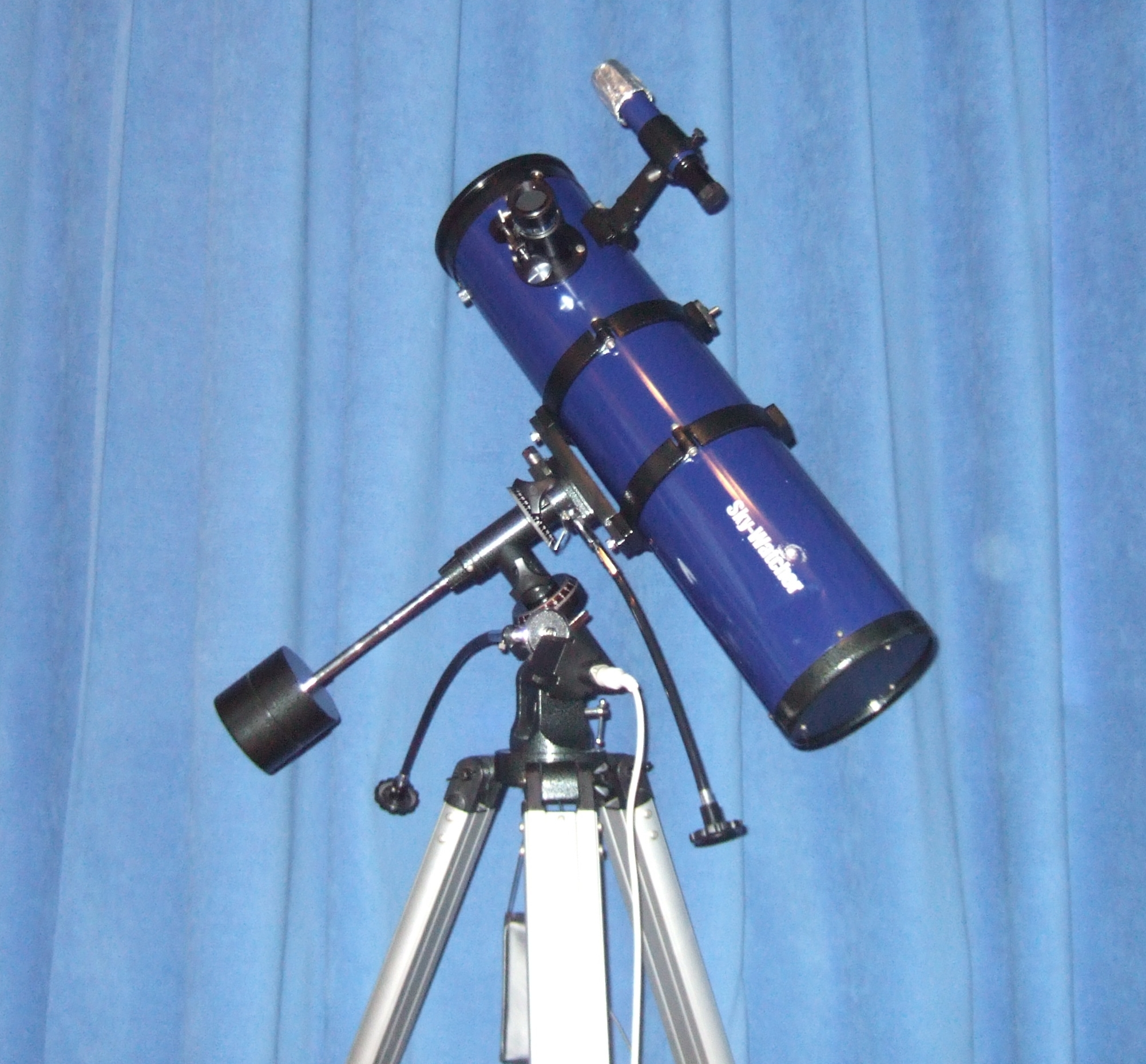
یک تلسکوپ مدرن آماتوری

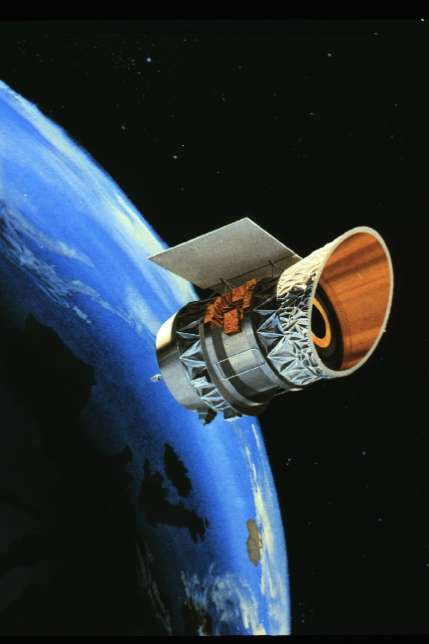
تلسکوپ فضایی مادون قرمز IRAS

یک تلسکوپ نوری طیف مرئی نور را گردآوری می‌کند. تلسکوپ‌های نوری قطر زاویه‌ای و روشنی اجرام مورد رصد را افزایش می‌دهند. در یک تلسکوپ نوری به منظور ایجاد تصویر از آینه یا عدسی استفاده شده‌است. از این نظر تلسکوپ‌ها را به سه گروه عمده تقسیم‌بندی می‌کنند:
- تلسکوپ‌های شکستی
- تلسکوپ‌های بازتابی
- تلسکوپ‌های شکستی – بازتابی[۱۴]

### تلسکوپ‌های شکستی

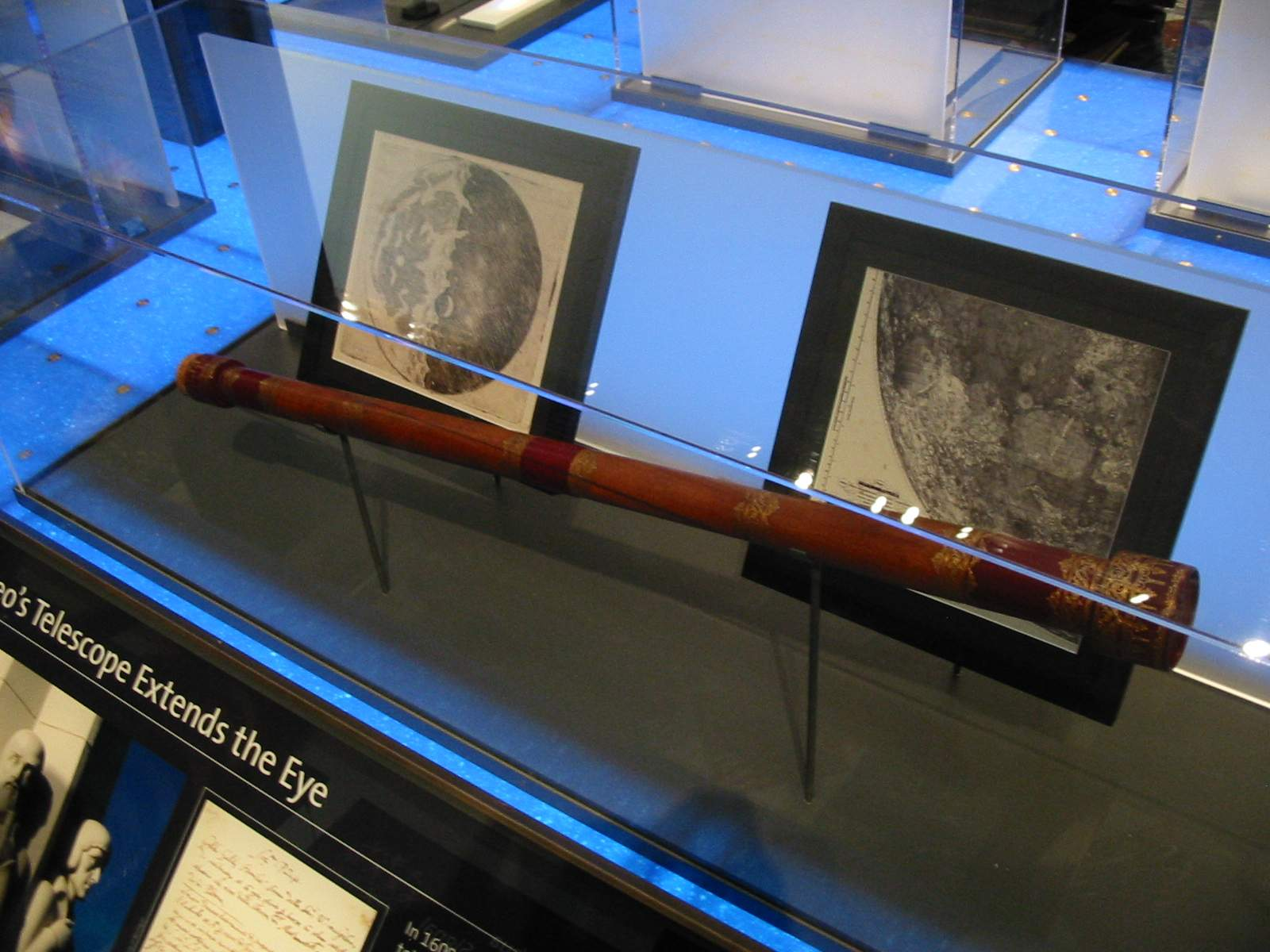
تلسکوپ گالیله‌ای

در یک تلسکوپ شکستی برای ایجاد تصویر از عدسی استفاده می‌شود. اولین بار گالیله از این نوع تلسکوپ استفاده کرد و از این رو به این گونه تلسکوپ‌ها گالیله‌ای نیز می‌گویند.
تلسکوپ‌های شکستی انواع مختلفی دارند که عبارتند از:
- تلسکوپ شکستی آکروماتیک
- تلسکوپ شکستی آپوکروماتیک

#### تلسکوپ شکستی آکروماتیک
در تلسکوپ‌های شکستی از دو عدسی شیئی و چشمی استفاده می‌شود. عدسی شیئی برای جمع‌آوری نور و کانونی کردن آن و عدسی چشمی برای بزرگنمایی تصویر. استفاده از عدسی به عنوان شیئی دارای معایب مهمی مانند ابیراهی رنگی است. برای رفع این مشکل می‌توان شیئی را از دو عدسی ساخت که منجر به ساخت تلسکوپ شکستی نوع آکروماتیک می‌شود. نسبت کانونی این نوع تلسکوپ‌ها از f/۷ تا f/۱۱ است که به این تلسکوپ‌ها اصطلاحاً «تلسکوپ کند» می‌گویند.

#### تلسکوپ شکستی آپوکروماتیک
تلسکوپ‌های شکستی آکروماتیک سنتی پس از دو قرن استفاده گسترده حالا جای خود را به مدلی پیشرفته‌تر به نام آپوکروماتیک می‌دهند. عدسی شیئی این نوع تلسکوپ‌ها از چندین عدسی ساخته شده‌است که از جنس ED هستند. تلسکوپ‌هایی که شیئی آن‌ها از سه قسمت تشکیل شده باشد به اصطلاح تریبلت می‌گویند. فضای بین این عدسی‌ها را از گاز نیتروژن پر می‌کنند. نسبت کانونی تلسکوپ‌های شکستی آپوکروماتیک معمولاً ازf/۴ تا f/۹ می‌باشد که به این تلسکوپ‌ها «تلسکوپ تند» می‌گویند. همچنین به علت پایین بودن نسبت کانونی از این نوع تلسکوپ‌ها برای عکاسی نجومی نیز استفاده می‌کنند.

### تلسکوپ‌های بازتابی
در این تلسکوپ‌ها جمع‌آوری نور به عهدهٔ یک آینهٔ مقعر است. پوشش بازتابندهٔ آینه می‌تواند نقره یا آلومینیم باشد. پوشش آلومینیومی این مزیت را دارد که اکسیده شدن آن باعث از بین رفتن قابلیت بازتاب آینه نمی‌شود. در بعضی دیگر از تلسکوپ‌ها از نقره استفاده می‌شود، سپس روی آن پوششی قرار می‌گیرد که مانع اکسید شدن نقره می‌شود. آینهٔ مقعر می‌تواند قسمتی از یک کره (کروی) یا قسمتی از یک سهمی (سهموی) باشد. در تلسکوپ‌های بازتابی اگر از آینه سهموی استفاده شود، ابیراهی کروی به حداقل کاهش می‌یابد. تلسکوپ‌های بازتابی پس از مدتی نیاز به تمیز کردن آینه و پس از آن بسته به کیفیت روکش آلومینیوم، نیاز به تجدید روکش دارند. تلسکوپ‌های بازتابی در مقایسه با نوع شکستی یک مزیت عمده دارند: آینه خمیده در قسمت انتهایی تلسکوپ نصب می‌شود که باعث می‌شود آینه زیر وزن خود تغییر شکل ندهد.
تلسکوپ‌های بازتابی به دو دستهٔ اصلی تقسیم می‌شوند:
- تلسکوپ نیوتنی
- تلسکوپ کسگرین

### تلسکوپ نیوتنی

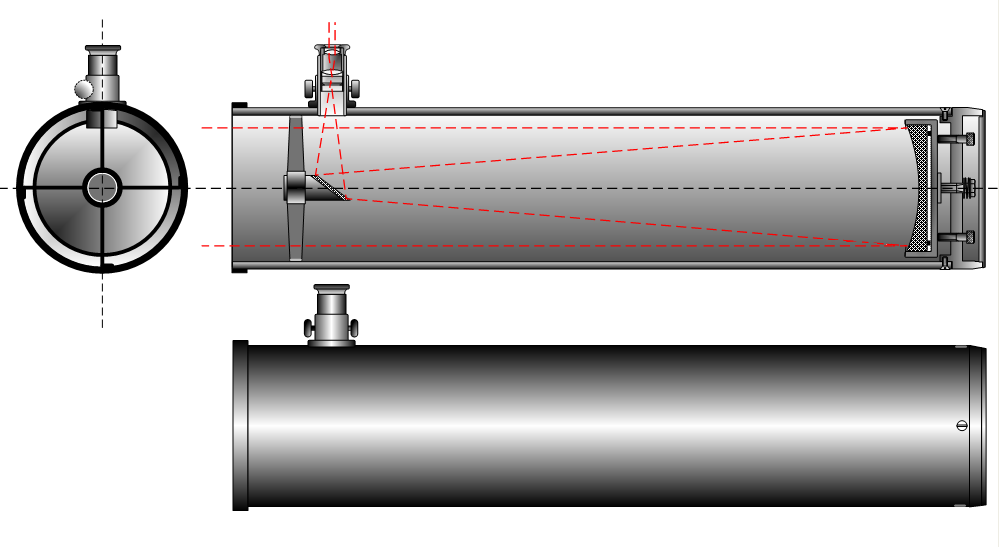
تلسکوپ نیوتونی

در این نوع تلسکوپ، نور جمع‌آوری شده به وسیلهٔ یک آیینهٔ کاو (مقعر)، با یک آینهٔ ثانویهٔ تخت یا منشور به بیرون از لولهٔ تلسکوپ هدایت شده و به عدسی چشمی ارسال می‌شود. اگرچه تلسکوپ‌های نیوتنی از انواع شکستی کوتاهترند، ولی همچنان از مدل‌های جدیدتر کسگرین یا اشمیت-کسگرین بلندتر و سنگین‌تر هستند.

### تلسکوپ کاسگرین
تلسکوپ‌های نیوتنی نسبتاً بلند هستند و هنگامی که اندازهٔ آینه اصلی آن‌ها بزرگ‌تر می‌شود، طول تلسکوپ بسیار زیاد می‌شود. برای حل این مشکل از روشی به نام کاسگرین استفاده می‌شود.
در این روش مرکز آینهٔ اصلی تلسکوپ سوراخ شده و چشمی در پشت تلسکوپ قرار می‌گیرد. آینهٔ ثانویه پرتوهای آینهٔ اصلی را از میان سوراخ آینهٔ اصلی به سمت چشمی می‌فرستد. در این روش به دلیل اینکه پرتوها طول تلسکوپ را دو بار طی می‌کنند، طول تلسکوپ به نصف کاهش می‌یابد.
از روش کاسگرین در لنزهای آینه‌ای دوربین‌های عکاسی نیز استفاده می‌شود.

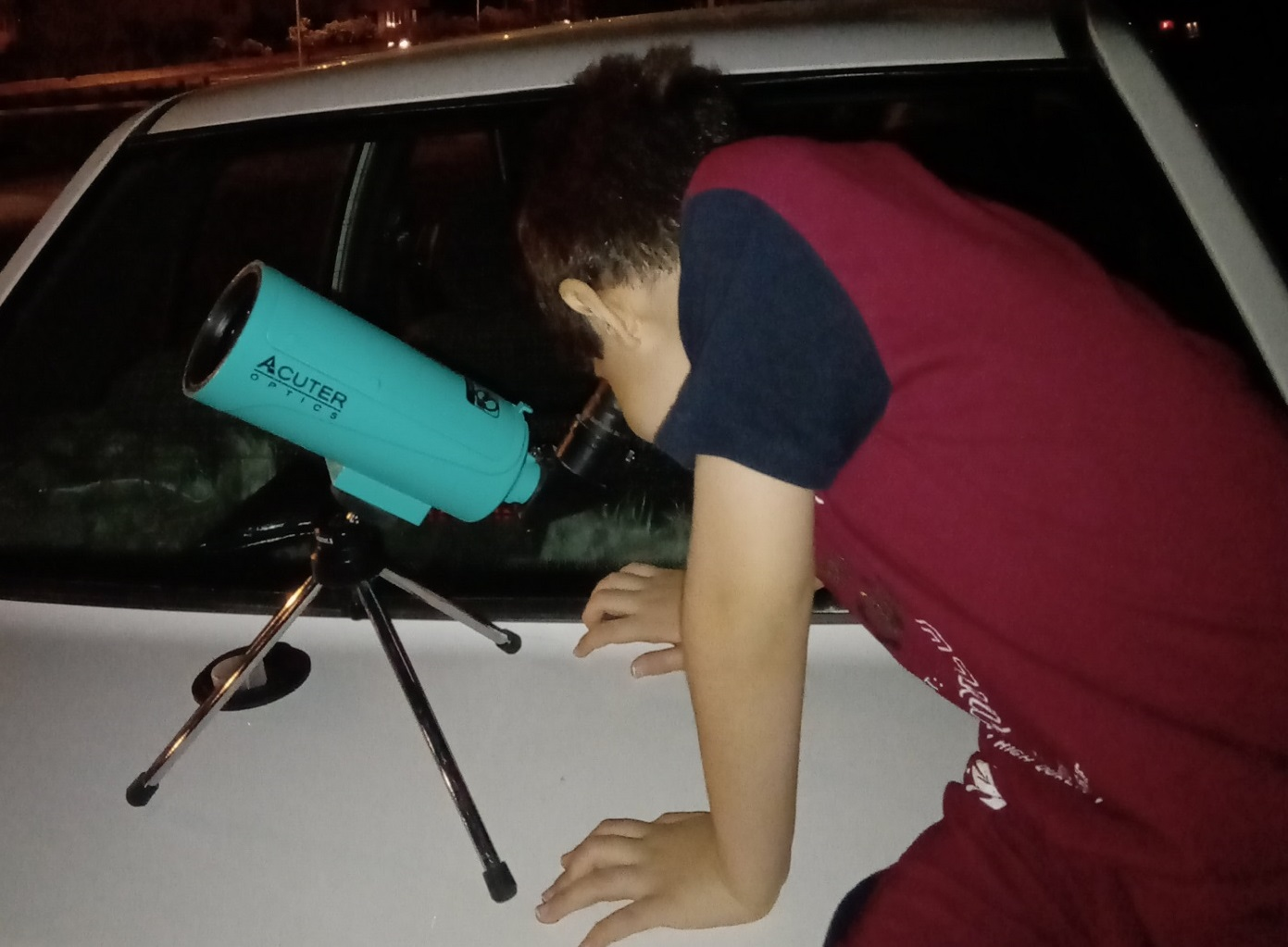
کودک 7 ساله در حال تماشای ماه با تلسکوپ ماکستوف-کاسگرین 60 میلی‌متری با پایه سمتی-ارتفاعی مدل Acuter-Maksy60

### تلسکوپ‌های شکستی-بازتابی
این تلسکوپ‌ها شبیه تلسکوپ‌های بازتابی هستند، با این تفاوت که در ساخت آنان از تیغه‌های شیشه‌ای‌ای استفاده شده‌ است تا بتوان از آینه کروی به جای آینهٔ سهموی استفاده کرد. تلسکوپ‌های اشمیت و ماکسوتف - باورز از این دسته‌اند.

### تلسکوپ اشمیت
در دهانهٔ این تلسکوپ تیغه باریکی به نام تیغه اشمیت قرار می‌گیرد که کار تصحیح خطای آینه را بر عهده دارد و بر اساس تراش و خطای آینه ساخته می‌شود.

### تلسکوپ اشمیت-کاسگرین

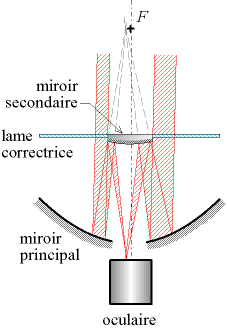
تلسکوپ اشمیت-کاسگرین

تلسکوپ اشمیت-کاسگرین به تلسکوپی گفته می‌شود که از هر دو فناوری کاسگرین و تیغه اشمیت در آن استفاده شده باشد. این روش عموماً برای تلسکوپ‌های ۸ اینچ به بالا به کار می‌رود.

## عدم شفافیت جو برای امواج الکترومغناطیس

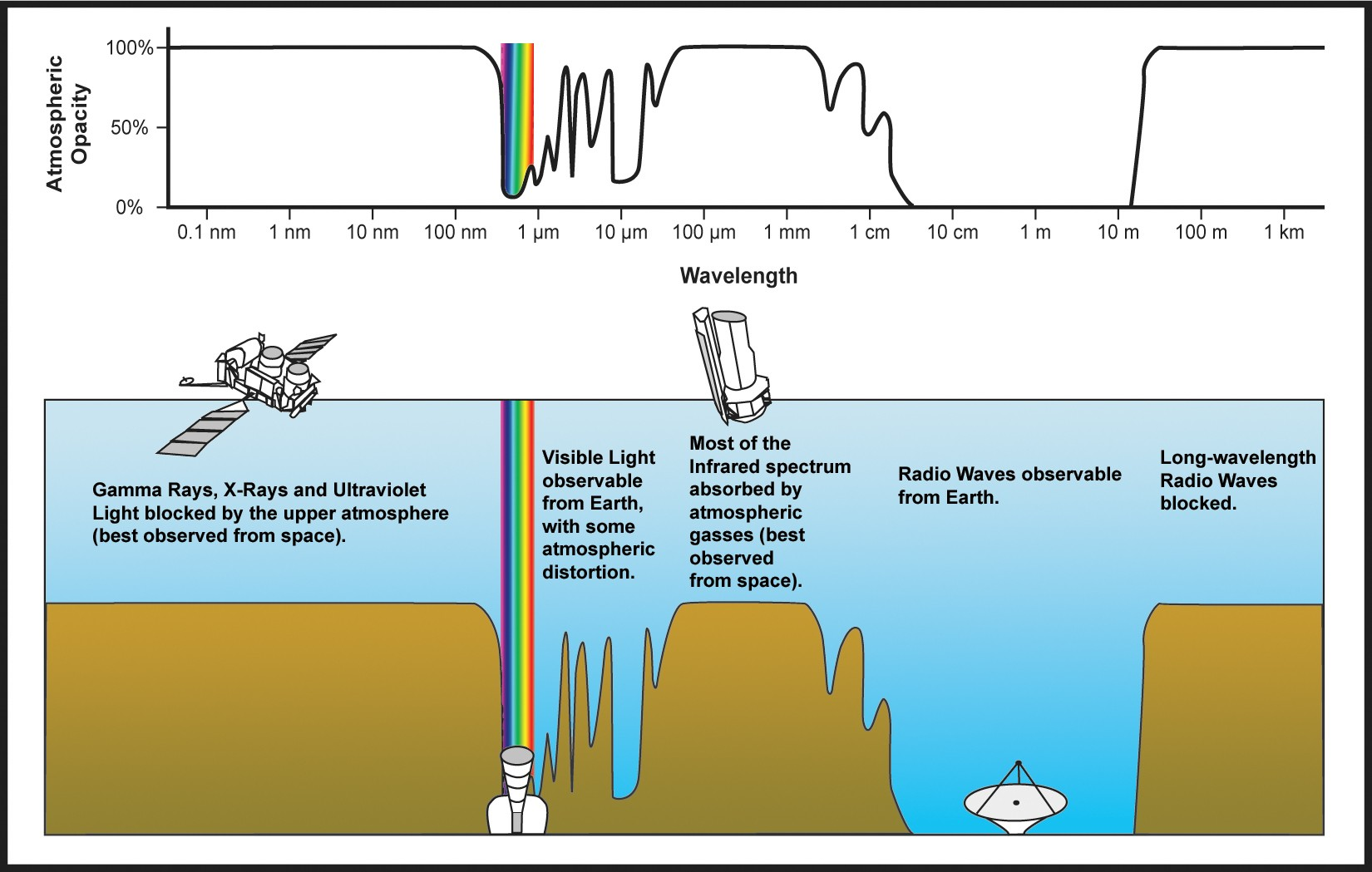
نمودار طیف الکترومغناطیس با مشخص شدن قسمت‌هایی که جو برای آن شفاف یا غیرشفاف است به همراه انواع تلسکوپ‌هایی که برای دریافت تصویر از قسمت‌های مختلف طیف به کار می‌رود.

از آنجا که جو زمین برای عمده طیف الکترومغناطیس شفاف نیست، تنها چند محدوده از امواج الکترومغناطیس در سطح زمین قابل دریافت است. این محدوده‌ها عبارتند از فروسرخ نزدیک و بعضی از امواج رادیویی. به همین دلیل هیچ تلسکوپ پرتو ایکس یا فروسرخ دوری در سطح زمین قابل استفاده نیست. چنین تلسکوپ‌هایی باید به مدار زمین زمین فرستاده شوند تا خارج از جو رصد خود را انجام دهند. حتی برای طول موج‌هایی که در سطح زمین قابل دریافت‌اند، تلسکوپی در مدار زمین به دلیل بدور بودن از اغتشاشات جوی، کارایی بسیار بیشتری دارد.

## استقرار تلسکوپ
تکیه‌گاه تلسکوپ باید محکم و استوار باشد تا از لرزش آن جلوگیری کند؛ ضمن اینکه باید در هنگام رصد، تلسکوپ را به نرمی و به صورت یکنواخت چرخاند. دو شیوهٔ اصلی در استقرار تلسکوپ وجود دارد: استوایی و سمتی-ارتفاعی.

## استقرار استوایی
در استقرار استوایی، یک محور تلسکوپ به سمت قطب سماوی نشانه می‌رود. این محور را محور قطبی یا محور ساعت نام نهاده‌ند. محور دیگر، عمود بر این محور، محور مِیل است. با توجه به موازی بودن محور ساعت و محور چرخش زمین، اگر تلسکوپ را با یک سرعت ثابت حول این محور بچرخانیم، چرخش ظاهری آسمان جبران می‌شود. مهم‌ترین مشکل فنی در نصب استوایی، محور میل می‌باشد. زمانی که تلسکوپ به سمت جنوب نشانه رفته‌است، وزن آن، نیرویی عمود بر این محور وارد می‌کند. چنانچه تلسکوپ در تعقیب یک جسم به سمت غرب بچرخد، یاتاقان‌ها باید یک بار اضافی را، موازی با محور میل، تحمل کنند.

## استقرار سمتی-ارتفاعی
در استقرار سمتی- ارتفاعی، یکی از محورها عمودی و دیگری افقی است. سوار کردن تلسکوپ به این صورت، از نصب استوایی ساده‌تر بوده، پایداری آن در تلسکوپهای خیلی بزرگ بیشتر می‌باشد. برای دنبال کردن چرخش آسمان، تلسکوپ باید با سرعت متغیر حول هر دو محور بچرخد. بدین ترتیب میدان دید نیز می‌چرخد؛ و این مسئله‌ای است که باید در هنگام استفاده از تلسکوپ جهت عکس‌برداری مورد توجه قرار گرفته، جبران شود. زمانی که یک جسم سماوی به سمت‌الرأس نزدیک می‌شود، مختصه سمتی آن در مدت زمانی بسیار کوتاه تغییر می‌کند. از این رو، در اطراف سمت‌الرأس ناحیه کوچکی وجود دارد که رصد آن با یک تلسکوپ سمتی غیرممکن است.

### استقرار سمت ارتفاعی بهتر است یا استوایی؟
پایه‌های سمتی-ارتفاعی، درست مانند پایه‌های دروبین عکاسی فقط به بالا و پایین و چپ و راست حرکت می‌کنند و از این رو لوله تلسکوپ فقط در همین جهات حرکت خواهد کرد. بهترین نوع از پایه‌های سمت-ارتفاعی، آن‌هایی هستند که پیچ حرکت آرام دارند که به درد دنبال کردن جرم مورد نظر می‌خورند (البته فقط در جهت‌های گفته شده). با وجود این، پایه‌های سمت-ارتفاعی نمی‌توانند ستاره‌ها را در حرکت قوسی شان دنبال کند.

## رادیو تلسکوپ
رادیو تلسکوپ‌ها انتن‌های رادیویی کنترل‌شونده‌ای هستند که در اخترشناسی رادیویی استفاده می‌شوند. این دیش‌ها گاهی روی شبکه فلزی رسانایی با دهانه‌ای کوچک‌تر از طول موج در حال مشاهده ساخته می‌شوند. رادیو تلسکوپ‌های چند قسمتی از جفت یا گروه‌های بزرگتری از این دیش‌ها ساخته شده‌اند. برای برهم نهی دهانه‌های مجازی که اندازه‌های یکسانی دارند به منظور تفکیک بین دو تلسکوپ.
این فرایند به تطبیق دهانه‌ها معروف است. رکورد فعلی مربوط به اندازه چینش تلسکوپ‌ها برای سال ۲۰۰۵ است که برای چندین بار عرض زمین با استفاده از پایه‌های فضایی براساس تداخل طولانی‌ترین مدار مبنا (VLBI) تلسکوپ‌ها از قبیل هالسی (HALCA) ژاپنی (آزمایشگاه پیشرفته برای ارتباطات و نجوم) ماهواره VSOP(VLBI برنامه رصد فضایی)
با استفاده از اطلاعات نوری (کنار هم قرار دادن تلسکوپ‌های نوری) و مانع دیده شدن تداخل دهانه‌ها در تلسکوپ‌های بازتابی تنها برهم نهی دهانه‌ها هم‌اکنون در مورد تلسکوپ‌های نوری نیز عملی شده‌ است. از رادیوتلسکوپ ها برای گردآوری اشعه میکروموجی استفاده می‌شود. همچنین برای گردآوری اشعه وقتی که یک نور مرئی یا تیرگی (از قبیل اخترنماها) مانع می‌شود. بعضی از رادیو تلسکوپ‌ها در پروژه‌هایی از قبیل SETI و رصدخانه AREIBO برای بررسی کردن زندگی EXTERRESTRIAL استفاده می‌شوند.
رادیو تلسکوپ نوعی آنتن رادیویی است که در اخترشناسی رادیویی به منظور پیدا کردن و جمع‌آوری اطلاعات از ماهواره‌ها و کاوشگرهای فضایی و هر گونه منبع رادیویی در فضا استفاده می‌شود.
این نوع تلسکوپ‌ها با تلسکوپ‌های نوری متفاوت هستند چون فقط می‌توانند از منابع رادیویی اطلاعات بگیرند.
رادیو تلسکوپ‌ها دارای دیش‌های بزرگی هستند که به صورت تکی یا چند تایی کار می‌کنند و معمولاً برای جلوگیری از تداخل امواج الکترومغناطیسی منتشر شده از تلویزیون و رادیو و رادار و… در مکان‌های خالی از جمعیت واقع شده‌اند این دقیقاً مانند تلسکوپ‌های نوری است که باید از آلودگی نوری پرهیز کند.
رادیو تلسکوپ برای مطالعه رخدادهای رادیویی از ستاره‌ها، کهکشان‌ها اخترنماها، و سایر اشیاء فضایی استفاده می‌شود در طول موجی بین ۱۰ متر (۳۰ مگاهرتز) و ۱ میلی‌متر (۳۰۰کیلوهرتز) در طول موج‌های بلندتر مانند ۲۰ سانتیمتر (۱۰۵ گیگاهرتز) بی قاعدگی‌ها در طبقه یونسفر زمین باعث خمیدگی امواج ورودی می‌شود، به این پدیده جرقه زدن می‌گویند که قابل قیاس با چشمک زدن ستارگان در طول موج مرئی می‌شود جذب امواج کهکشانی توسط لایه یونسفر با افزایش طول موج افزایش می‌یابد تا جایی که طول موج‌ها ی بالاتر از ۱۰ متر با رادیو تلسکوپ‌های زمینی قابل دریافت نیستند.

اولین رادیو تلسکوپ Reber در سال ۱۹۳۷

## رادیو تلسکوپ‌های اولیه
اولین آنتن رادیویی استفاده شده برای تشخیص منابع رادیویی نجومی توسط Karl Guthe Jansky یکی از مهندسان لابراتوار تلفن بل در سال ۱۹۳۱ ساخته شد. جان اسکای شغل خود را به شناسایی منابع ایستا که توانایی مداخله با سرویس رادیویی تلفن را دارند اختصاص داد. آنتن جان اسکای برای دریافت سیگنال‌های رادیویی موج کوتاه در یک فرکانس ۲۰٫۵ MHz (طول موجی تقریباً ۱۴٫۶ m) طراحی شده بود. آن نصب شده بود در یک صفحه گردون که اجازه می‌داد تابه هر سمتی بچرخد، و چرخ و فلک جان اسکای نام گرفت. آن دارای ضخامتی تقریباً ۱۰۰ فوت(۳۰ متر) و ۲۰فوت (۶ متر) ارتفاع بود؛ و به وسیلهٔ مجموعه‌ای از چهار چرخ چرخش و هدایت می‌شد در دریافت منابع رادیویی مزاحم (ایستا) و می‌توانست با دقت اشاره کند. بخشی کوچک امواج از یک طرف آنتن با سیستم خودکار و کاغذ آنالوگ ذخیره می‌شدند. بعد از ثبت سیگنال‌ها از همه مسیرها در چندین ماه، جان اسکای عاقبت آن‌ها را به سه نوع ایستا دسته‌بندی کرد: نزدیک به وسیلهٔ توفان همراه با آذرخش و صاعقه، دور توفان همراه با آذرخش، صاعقه و یک صدای ضعیف هیس از منبعی ناشناخته.

## اخترشناسی رادیویی
اخترشناسی رادیویی یکی از شاخه‌های مهم اخترشناسی است که به مطالعه اجرام سماوی در زمینه امواج الکترومغناطیسی می‌پردازد.
تکنیک‌های اخترشناسی رادیویی شبیه به تکنیک‌های اخترشناسی اپتیکی است، با این تفاوت که در اخترشناسی رادیویی از رادیو تلسکوپ استفاده می‌شود ولی در اخترشناسی از تلسکوپ نوری از این رو تنها می‌تواند از منابع رادیویی اطلاعات بگیرد.

### تاریخچه
این ایده که اجرام سماوی می‌توانند تشعشعات رادیویی داشته باشند. نخستین بار توسط معادله ماکسول نشان داده شد که تشعشعات رادیویی از ستارگان می‌توانند با هر طول موجی وجود داشته باشند.
بسیاری از دانشمندان برجسته مانند توماس الوا ادیسون، الیور جوزف لوج و ماکس پلانک پیش‌بینی کرده بودند که خورشید دارای تشعشعات رادیویی است. حتی لوج سعی کرد که سیگنال‌های خورشیدی را دریافت کند ولی به دلیل مشکلات دستگاهش در این امر موفق نبود.
اولین تشعشعات دریافت شده از یک منبع رادیویی در فضا که به‌طور اتفاقی در اوایل دهه ۳۰ ثبت شد به وسیله کارل گوت جانسکی انجام شد. او که به عنوان یک مهندس در آزمایشگاه تلفن بل کار می‌کرد در حال تحقیق و بررسی روی فرستادن امواج صوتی به آن سوی اقیانوس اطلس بود که بدین منظور از یک آنتن بزرگ استفاده می‌کرد سپس او متوجه شد که سیستم آنالوگ ضبط وی مدام یک سیگنال را از منبعی نامعین ضبط می‌کند از آنجا که این سیگنال روزی شدت گرفت جانسکی گمان کرد که منبع آن ممکن است خورشید باشد. پس از بررسی‌ها او متوجه شد که سیگنال دقیقاً با طلوع و غروب خورشید مطابق نیست ولی در عوض در یک سیکل ۲۳ ساعت و ۵۶ دقیقه تکرار می‌شود نوعی از اجرام سماوی که ساکن در کره سماوی می‌باشند و با شب و روز زمین می‌چرخند با مقایسه مشاهدات وی با نقشه‌های فضایی، دریافت که این سیگنال‌ها از کهکشان راه شیری می‌آید و در مرکز کهکشان قوت می‌گیرد در صورت فلکی کماندار او نتایج مشاهدات و اکتشافاتش را در سال ۱۹۳۳ رسماً اعلام کرد؛ ولی از آنجا که آزمایشگاه بل وی را به شاخه دیگری منتقل کرد او نتوانست تحقیقات خود را در این زمینه ادامه دهد.
گرت ربر با ساختن یک دیش شلجمی با ۹ متر طول در شعاع که در ساخت رادیو تلسکوپ استفاده می‌شد کمک شایانی به اخترشناسی رادیوی کرد این کار در ۱۹۳۷ انجام گرفت بعد از مدتی وی موفق به ترسیم اولین نقشه آسمانی از امواج رادیویی شد.
در ۱۹۴۲ ج. س هی که یک محقق نظامی در بریتانیا بود کشف کرد که خورشید امواج رادیویی می‌دهد.
در اوایل دهه ۵۰ مارتین ریل و آنتونی هویش دردانشگاه کمبریج از تداخل سنج امواج که در دانشگاه موجود بود استفاده کرده و موفق به ترسیم نقشه‌های معروف ۲c و ۳c شدند.

## تلسکوپ‌های ذرات پر انرژی
تلسکوپ امواج ایکس از تلسکوپ WOLTER که ترکیب شده از شکل حلقوی اجمالی آینه‌های ساخته شده از فلزات سنگین قادر به بازتاب امواج با درجه کم هستند، استفاده می‌کنند. این آینه‌ها معمولاً مقطعی از یک سهمی دوران داده شده و هذلولی یا بیضی هستند. در سال۱۹۵۲هانس والتر سه راه که یک تلسکوپ می‌توانست با استفاده از این نوع خاص از آینه‌ها ساخته شود را شرح داد. تلسکوپ‌های امواج گاما مانع از تمرکز کامل می‌شوند و از پنهان کردن رمزی دهانه استفاده می‌کنند. الگوهای پنهان کردن ایجاد شده می‌تواند برای تشکیل یک تصویر احیا شوند.
تلسکوپ‌های امواج ایکس و گاما معمولاً در ماهواره‌هایی در مدار زمین یا بالن‌های بلند پرواز خارج از جو زمین که برای این قسمت از طیف الکترو مغناطیس مات هست، قرار دارند.

در گونه‌های دیگر از تلسکوپ‌های ذرات پرانرژی، هیچ سیستم تشکیل تصویر نوری وجود ندارد. تلسکوپ‌های امواج کیهانی معمولاً از کنار هم قرار دادن انواع آشکارسازهای مختلف پخش شده در یک منطقه بزرگ، تشکیل شده‌اند. تلسکوپ نوترینو از جرم زیادی از آب و یخ احاطه شده به وسیله مجموعه‌ای از آشکارسازهای حساس به نور به نام لوله PHOTOMULTIPLIER تشکیل شده‌است.